# Desmodium leiocarpum
Desmodium leiocarpum là một loài thực vật có hoa trong họ Đậu. Loài này được (Spreng.) G.Don miêu tả khoa học đầu tiên.